# Duilio Marzio
Duilio Marzio (Buenos Aires, 27 de novembro de 1923 — Buenos Aires, 25 de julho de 2013) foi um ator argentino de longa trajetória e destacada atuação no cinema argentino dos anos 1950-1960 com incursões na televisão e teatro, em especial a partir de los anos 1970 depois de umam temporada no Actors Studio. Seu nome de batismo era Duilio Bruno Perruccio La Stella.